# Stefano Bilardello
Stefano Ernesto Bilardello (Marsala, 10 ottobre 1893 – Amba Tigris, 4 settembre 1937) è stato un militare italiano, decorato di medaglia d'oro al valor militare alla memoria nel corso delle operazioni di controguerriglia in Africa Orientale Italiana.

## Biografia
Nacque a Marsala, provincia di Trapani, il 10 ottobre 1893, figlio di Andrea e Laura Milazzo. Nel corso della prima guerra mondiale fu chiamato per mobilitazione a prestare servizio militare di leva nel Regio Esercito il 21 maggio 1917. Il 17 novembre 1918 fu nominato sottotenente di complemento ed inviato in zona di guerra presso la Scuola di perfezionamento ufficiali inferiori della 8ª Armata. Nel gennaio 1919 passò in servizio presso il 5º Reggimento fanteria mobilitato, e nell'agosto successivo fu assegnato al quartier generale della 45ª Divisione e nel mese di settembre fu posto in congedo. Promosso tenente nel 1929, il 3 febbraio 1935 fu richiamato in servizio a domanda e partì per la Libia nel maggio successivo. Assegnato in un primo tempo alla 1ª Centuria lavoratori, ottenne poi di essere trasferito alla Divisione eritrea con la quale si imbarcò per l'Africa Orientale Italiana a Tobruk il 7 ottobre 1936 sbarcando a Massaua una settimana dopo. Al comando di una compagnia cadde in combattimento a Amba Tigris (Socotà), 4 settembre 1937, durante le operazioni di contrasto alla guerriglia, venendo decorato con la medaglia d'oro al valor militare alla memoria. Una via di Marsala porta il suo nome.

### Fonti
1. 1 2 3 4 5 6  Combattenti Liberazione.
2. 1 2  Gruppo Medaglie d'Oro al Valor Militare 1965, p. 255.
3. ↑  Registrato alla Corte dei conti lì 7 agosto 1939, registro 6 Africa Italiana, foglio 326.
4. ↑   BILARDELLO Stefano Ernesto, Medaglia d'oro al valor militare, su Sito della Presidenza della Repubblica.